# Cyclotrimethyleentrinitroamine
Cyclotrimethyleentrinitroamine, (ook bekend als RDX, hexogeen of cycloniet), is een explosief dat veel in militaire toepassingen gebruikt wordt.
Er bestaan vele verklaringen voor het acroniem RDX, onder andere Royal Demolition eXplosive en Research Department Explosive. De werkelijke verklaring is, dat nieuwe explosieven een nummer kregen, voorafgegaan door de letters RD voor Research and Development. Om een of andere reden kon dit explosief niet direct een nummer krijgen (het verhaal gaat dat de afdeling die de nummers uitgaf zojuist in de lucht was gevlogen - maar dat zou verzonnen kunnen zijn). Ter vervanging van een nummer kreeg het voorlopig de letter 'X', met de bedoeling dat het nummer later vastgesteld zou worden. Hoewel het uiteindelijk een nummer kreeg toegekend, bleef het bekend onder de naam 'RDX'.
In zijn zuivere gesynthetiseerde vorm is het een witte kristallijne vaste stof. Als praktisch toegepast explosief wordt het meestal gemengd met andere explosieven, met stoffen om het kneedbaar te maken en met stabilisatoren. Het kan goed worden opgeslagen en wordt beschouwd als het meest krachtige en brisante onder de militaire explosieven.
RDX is een basismateriaal voor een aantal veel gebruikte militaire explosieven:
- Composition A (granulaat met een was-coating bestaande uit RDX en een kneedbaar makende was)
- Composition A5 (gemengd met 1,5% stearinezuur)
- Composition B of Hexoliet (gietbare mengsels van RDX en TNT)
- Composition C (een kneedbaar explosief voor sloopwerken, bestaande uit RDX, andere explosieven en plasticizers)
- Composition D
- HBX (gietbare mengsels van RDX, TNT, aluminiumpoeder en D-2 was met calciumchloride).
- H-6
- Cyclotol
- C-4

RDX is ook een bestanddeel van semtex kneedbommen, die veel door terroristen gebruikt worden.

## Eigenschappen
Het wordt gevormd door de reactie van salpeterzuur met hexamine. Het is een ringvormige heterocyclische verbinding. De stof begint bij 170 °C te ontleden en smelt bij 204 °C. Structuurformule: hexahydro-1,3,5-trinitro-hexahydro-1,3,5-triazine of (CH2-N-NO2)3.
Het is een zeer stabiel product bij kamertemperatuur. Het brandt zonder te exploderen en detoneert alleen onder invloed van een ontsteker. Het ontploft zelfs niet als het geraakt wordt door een projectiel uit een klein vuurwapen. Het is minder gevoelig dan penta-erytritoltetranitraat (PETN). Echter, in gekristalliseerde vorm is het zeer gevoelig (beneden −4 °C).
Onder normale omstandigheden heeft RDX een gevoeligheid van 80.
De productie van RDX kan gemakkelijk leiden tot bodem- en waterverontreiniging.

## Geschiedenis
De geschiedenis van RDX begon in de jaren 1890, toen de Duitser Hans Henning het voorstelde als geneesmiddel. Pas in 1920 werden de explosieve eigenschappen van de stof onderkend. In de jaren 1920 werd de stof geproduceerd door direct nitreren van hexamine. Pas in 1940 werd een efficiënte productiemethode ontdekt, mogelijk aan de McGill-universiteit. Het vond uitgebreide toepassing in de Tweede Wereldoorlog, veelal in explosieve mengsels met TNT, zoals Torpex (TNT (42%), RDX (40%) en aluminium (18%)). RDX werd gebruikt in een van de eerste kneedbommen.